# Izrael a 2022. évi téli olimpiai játékokon
Izrael a kínai Pekingben megrendezett 2022. évi téli olimpiai játékok egyik részt vevő nemzete volt. Az országot az olimpián 3 sportágban 6 sportoló képviselte, akik érmet nem szereztek.

## Alpesisí
Férfi
| Versenyző        | Versenyszám            | 1. futam | 1. futam | 2. futam | 2. futam | Összesítés | Összesítés |
| Versenyző        | Versenyszám            | Idő      | Hely.    | Idő      | Hely.    | Idő        | Helyezés   |
| ---------------- | ---------------------- | -------- | -------- | -------- | -------- | ---------- | ---------- |
| Szőllős Barnabás | Lesiklás               |          |          |          |          | 1:46,88    | 30.        |
| Szőllős Barnabás | Műlesiklás             | 56,83    | 28.      | 51,88    | 23.      | 1:48,71    | 23.        |
| Szőllős Barnabás | Óriás-műlesiklás       | 1:07,89  | 28.      | 1:10,04  | 21.      | 2:17,93    | 22.        |
| Szőllős Barnabás | Szuperóriás-műlesiklás |          |          |          |          | 1:24,28    | 30.        |

| Versenyző        | Versenyszám | Lesiklás | Lesiklás | Műlesiklás | Műlesiklás | Összesítés | Összesítés |
| Versenyző        | Versenyszám | Idő      | Hely.    | Idő        | Hely.      | Idő        | Helyezés   |
| ---------------- | ----------- | -------- | -------- | ---------- | ---------- | ---------- | ---------- |
| Szőllős Barnabás | Összetett   | 1:45,04  | 11.      | 48,14      | 2.         | 2:33,18    | 6.         |

Női
| Versenyző   | Versenyszám            | 1. futam | 1. futam | 2. futam      | 2. futam      | Összesítés | Összesítés |
| Versenyző   | Versenyszám            | Idő      | Hely.    | Idő           | Hely.         | Idő        | Helyezés   |
| ----------- | ---------------------- | -------- | -------- | ------------- | ------------- | ---------- | ---------- |
| Szőllős Noa | Műlesiklás             | 58,21    | 45.      | 59,13         | 41.           | 1:57,34    | 41.        |
| Szőllős Noa | Óriás-műlesiklás       | 1:04,90  | 42.      | nem ért célba | nem ért célba | kiesett    | kiesett    |
| Szőllős Noa | Szuperóriás-műlesiklás |          |          |               |               | 1:17,94    | 34.        |

## Műkorcsolya
| Versenyző                       | Versenyszám  | Rövid program | Rövid program | Kűr     | Kűr     | Összesítés | Összesítés |
| Versenyző                       | Versenyszám  | Pont          | Hely.         | Pont    | Hely.   | Pont       | Helyezés   |
| ------------------------------- | ------------ | ------------- | ------------- | ------- | ------- | ---------- | ---------- |
| Alexei Bychenko                 | Férfi egyéni | 68,01         | 26.           | kiesett | kiesett | kiesett    | kiesett    |
| Hailey Kops Evgeni Krasnopolski | Páros        | 55,99         | 15.           | 97,83   | 15.     | 153,82     | 15.        |

## Rövidpályás gyorskorcsolya
Férfi
| Versenyző         | Versenyszám | Előfutam | Előfutam | Negyeddöntő | Negyeddöntő | Elődöntő | Elődöntő | B döntő | B döntő | Döntő   | Döntő   | Helyezés |
| Versenyző         | Versenyszám | Idő      | Hely.    | Idő         | Hely.       | Idő      | Hely.    | Idő     | Hely.   | Idő     | Hely.   | Helyezés |
| ----------------- | ----------- | -------- | -------- | ----------- | ----------- | -------- | -------- | ------- | ------- | ------- | ------- | -------- |
| Vladislav Bykanov | 500 m       | 49,900   | 2.       | 41,157      | 3.          | kiesett  | kiesett  | kiesett | kiesett | kiesett | kiesett | 12.      |
| Vladislav Bykanov | 1000 m      | 1:24,875 | 4.       | kiesett     | kiesett     | kiesett  | kiesett  | kiesett | kiesett | kiesett | kiesett | 24.      |
| Vladislav Bykanov | 1500 m      |          |          | 2:09,932    | 4.          | 2:13,491 | 6.       | kiesett | kiesett | kiesett | kiesett | 17.      |